# ليونيل دي
ليونيل إيقانتا ( 23 ديسمبر 1961 - 26 فيفري 2020) بالفرنسية Lionel Eguienta ، والمعروفة بالاسم الفني بـ ليونيل دي، وكان الفرنسي المضيف الإذاعة و مغني الراب.
على الرغم من أنه أصدر ألبومًا واحدًا فقط ( Y'A Pas De Problème ؛ Squatt / Sony) في عام 1990 وثلاث مسرحيات طويلة ، إلا أنه كان يعتبر واحد من رواد موسيقى الهيب هوب - وبشكل أكثر تحديدًا - موسيقى الراب في فرنسا ، وعلى الأخص بجانب دي نيستي ، والذي أستضيف معه Deenastyle في الثمانينات ، على راديو نوفا .
لسنوات عديدة ، ترددت شائعات عن وفاته ، لكن المقابلة الحصرية التي أجريت معه في العدد 5 من مجلة iHH (صيغة جديدة من الهيب هوب الدولي )  صدرت في نهاية أغسطس 2016 ، كشفت أنه لا يزال على قيد الحياة وبصحة جيدة في ذلك الوقت.

## روابط خارجية
- ليونيل دي على موقع ميوزك برينز (الإنجليزية)
- ليونيل دي على موقع ديسكوغز (الإنجليزية)